# 靛藍樂園
《靛藍樂園》是一款第一人稱視角的吉祥物恐怖遊戲。該遊戲由美國YouTuber兼遊戲開發者Mason Myers （UniqueGeese）創作。第一章於2024年5月18日發布，第二章预计2025年发布，目前該遊戲僅支援英語版。

## 遊戲

### 劇情
在神秘情況下關閉的8年後，靛藍樂園成為了一座廢棄的遊樂園。玩家闖入後，將在助手浣熊蘭布利（英語：Rambley the Raccoon）的引導下，探索這座廢墟中的各個角落，收集道具和線索，並在他的導引下完成恢復遊樂園電力等目標，最終解開導致遊樂園關閉的真相。 

### 角色
浣熊蘭布利（英語：Rambley the Raccoon）
一隻戴著紅色圍巾的淡紫色浣熊。是一名引導玩家的人工智慧導遊。由於樂園已經關閉很長一段時間，他有時候會出現聲音或影像的故障，甚至會說出一些不安的話。儘管設定上是人工智慧，但實際上在角色設計和配音中並未使用真正的人工智慧技術。 他最喜歡的交通工具是《蘭布利鐵路》，因為他喜歡火車。
金剛鸚鵡莫莉（英語：Mollie Macaw）
一隻佩戴飛行帽和護目鏡，擁有藍色和黃色羽毛的雌性金剛鸚鵡，喜歡駕駛自己創造的飛機，但常常墜機。
獅子洛伊德（英語：Lloyd The Lion）
他是一隻擁有深橙色鬃毛、穿著紳士服的雄獅。時常在劇院演出。
海蛇芬利（英語：Finley the Sea Serpent）
一隻擁有綠色鱗片和黃色鬃毛的雄性海蛇，喜歡收集貝殼。
臭鼬賽勒姆（英語：Salem the Skunk）
一隻深紫色的臭鼬，穿著一件波斯靛藍色的背心，配有顯眼的粉紅色領子和一條相匹配的藥水帶，腰帶上掛滿了多瓶內含紫色液體的玻璃藥水。